# Daniel Ramírez Sayalero
Daniel Francisco Ramírez Sayalero (Ensenada, Baja California, 16 de agosto de 1989) es un actor y cantante mexicano.

## Biografía
Sus padres son la ex Miss Venezuela y ex Miss Universo 1979 Maritza Sayalero Fernández, y el tenista mexicano Raúl Ramírez, que llegó a estar situado como el 4º mejor jugador del mundo.
Tiene 2 hermanos mayores más Raúl y Rebeca Ramírez Sayalero. Su madre se trasladó a México proveniente de Venezuela tras ganar los referidos concursos de belleza, donde se estableció al casarse con Raúl Ramírez, en el lugar de origen de su esposo, la ciudad de Ensenada.
Daniel Ramírez inició su carrera como guitarrista y solita, e integrante del grupo mexicano Tuxido junto con Andrés Gouin, Jorge Tinoco, y Alexander Rudametkin
En 2010 inicia su carrera como actor viajando a Venezuela para grabar la primera serie original de la cadena de televisión por suscripción Boomerang Latinoamérica, llamada La Banda, en donde interpretó al protagonista Sebastián, Serie que fue estrenada en julio de 2011.

## Telenovelas
| Telenovelas | Telenovelas | Telenovelas | Telenovelas             |
| Año         | Telenovela  | Personaje   | Cadena De Televisión    |
| ----------- | ----------- | ----------- | ----------------------- |
| 2010-2011   | La Banda    | Sebastián   | Boomerang Latinoamérica |